# Would You Love a Monsterman?
Would You Love a Monsterman? is een single (en liedje) van de band Lordi uitgebracht in 2002 (het was tevens hun eerste single).
Would You Love a Monsterman? zit in twee van de zeven videoclips verwerkt. Er zijn twee versies van de single en de videoclip uitgebracht, in 2002 en 2006. De clip van 2002 is de enige waarin Magnum meedoet. Kort na de opnamen van de clip verliet hij de band. Daardoor speelt hij ook niet in de clip die daarop volgde in 2003, Devil Is a Loser.

## De clips
De eerste clip (van 2002) speelt zich af in een bos met een meisje dat een pop bij zich draagt. Na enkele seconden komen Mr. Lordi, Kita, Amen, Enary en Magnum op. Ergens rond het midden van het lied gaat ze naar Mr. Lordi toe en geeft hem de pop, enkele seconden later laat hij de pop ontploffen.
De tweede versie van de clip is uitgebracht in 2006 en speelt zich af in een lijkenhuis tijdens Halloween.

## Nummers op de single
Versie uit 2002
1. "Would You Love a Monsterman?"
2. "Biomechanic Man"
3. "Would You Love a Monsterman?" (radioversie)
4. "Would You Love a Monsterman?" (video)

Versie uit 2006
1. "Would You Love a Monsterman?" (2006)